# Правителство на Тодор Бурмов
Правителството на Тодор Бурмов е първото правителство на Княжество България, назначено с Указ № 1 от 5 юли 1879 г. на княз Александър I със задачата организиране и провеждане на избори за I обикновено народно събрание. Управлява страната до 24 ноември 1879 г., след което е наследено от правителството на Климент Търновски.
Падането на кабинета се дължи на тясната социална база на консерваторите и на някои непопулярни финансови мерки, сред които: повишаване на митото на солта, спадане курса на сребърната рубла и други.

## Политика
Правителството на Бурмов доизгражда органите на централната и местната администрация, наследени от Временното руско управление. Противно на постановките на Берлинския договор, то продължава усилията за създаване на редовна армия, вместо милиция. При учредяването на митници по южната граница освобождава от мита стоките от областите от Санстефанска България, останали извън Княжеството. Установява дипломатически отношения със съседните държави и Великите сили.
Правителството на Бурмов се намира под силно руско влияние. То е съставено от Батенберг по поръка на руския дипломатически представител в София, а решенията му по вътрешнополитическата ситуация след парламентарните избори от октомври са продиктувани от мнението на цар Александър II. Въпреки това то не се поддава на лобирането на руски банкерски и военни кръгове за превръщане на БНБ в акционерно дружество и прокарване на железопътна линия от София към Дунав, вместо към Белград и Виена.
При кабинета Бурмов България е поставена под натиск от Османската империя да реши мухаджирския въпрос. Министърът на правосъдието Димитър Греков създава смесени комисии, които трябва да разрешат имотните спорове между завръщащите се турски изселници и българите, заели опразнените земи, но въпросът не е решен през краткия мандат на кабинета. Във вътрешнополитически план правителството е принудено да се бори с турските чети, задържали се дълго след края на руско-турската война в районите на Ески Джумая и Осман пазар. Основен политически противник в страната е Либералната партия, която печели изборите и сваля Бурмов и министрите му с вот на недоверие в края на ноември 1879 година.

## Съставяне
Кабинетът е съставен от членове на Консервативната партия, която отразява интересите на малка прослойка търговско-лихварска буржоазия и руски генерал начело на военното министерство. В ръководното ядро на партията влизат политически дейци с европейско възпитатние и култура.

### Кабинет
Министерският съвет се сформира от 4 министри и един министър-председател:
| министерство                      | име | име                 | партия               |
| --------------------------------- | --- | ------------------- | -------------------- |
| председател на Министерския съвет |     | Тодор Бурмов        | Консервативна партия |
| външни работи и изповедания       |     | Марко Балабанов     | Консервативна партия |
| правосъдие                        |     | Димитър Греков      | Консервативна партия |
| вътрешни работи                   |     | Тодор Бурмов        | Консервативна партия |
| народно просвещение               |     | Тодор Бурмов (упр.) | Консервативна партия |
| финанси                           |     | Григор Начович      | Консервативна партия |
| военен                            |     | Пьотр Паренсов      | военен               |

### Промени в кабинета

#### от 26 юли 1879
- На местото на управляващия министър е назначен консерватора токсиколог:

| министерство        | име | име               | партия               |
| ------------------- | --- | ----------------- | -------------------- |
| народно просвещение |     | Георги Атанасович | Консервативна партия |

## Събития
- 10 юли 1879 – Правителството въвежда военно положение във Варненска и части от съседните губернии, за да се справи с турските размирици.[5]
- 19 юли 1879 – Назначени са първите български дипломатически агенти. Те са акредитирани в Сърбия, Румъния и Османската империя.[4] Основан е Държавен вестник.
- август – Създават се Телеграфо-пощенско и Пътно-строително отделения към Министерство на вътрешните работи.[9]:с. 56 – 7
- 14 август – създадена е политическата канцелария на княз Александър I, за политически секретар е определен Константин Стоилов.[9]:с. 69
- края на септември – началото на октомври 1879 – парламентарни избори за I обикновено народно събрание, спечелени от либералите[4]
- парламентарна криза: в парламентарните дебати либералите обвиняват консервативното правителство в противоконституционни практики и лошо финансово състояние на страната и на практика му гласуват вот на недоверие.[9]:с. 70 – 78
- 24 ноември 1879 – Князът разпуска Народното събрание и назначава нов консервативен кабинет начело с епископ Климент Браницки.[4]